# MPR II
MPR steht für die schwedische Behörde „Mät- och Provningsrådet“ (engl. „Swedish National Board for Measurement and Testing“), mittlerweile umbenannt in „Swedish Board for Accreditation and Conformity Assessment“ (SWEDAC), und ist eine Richtlinie für Monitore, die vom schwedischen Amt für technische Akkreditierung (SWEDAC) erstellt wurde.

## Inhalt der Norm
Monitore, die dieses Kennzeichen besitzen, halten die empfohlenen Normwerte für elektromagnetische und elektrostatische Bildschirmabstrahlung ein. Die Grenzwerte dieser Richtlinie sind weniger streng als die der TCO (Tjänstemännens Centralorganisation, Schweden), welche der direkte Nachfolger der MPR II ist.
1987 wurde die MPR I, eine Norm für strahlungsarme Bildschirme festgelegt, und 1990 kam dann die MPR II. Diese Norm enthält folgende Vorschriften:
- 1. Elektrostatisches Feld: Maximal 500 Volt in 50 cm Abstand von der Bildschirmoberfläche
- 2. Elektrisches Feld: Für Band I (5 Hz bis 2 kHz) maximal 25 Volt / Meter, für Band II (2 kHz bis 400 kHz) maximal 2,5 Volt / Meter (Abstand wie zuvor.)
- 3. Elektromagnetisches Wechselfeld: maximal 250 Nanotesla für Band I, maximal 25 Nanotesla für Band II (Abstand wie zuvor – sowie rund um den Bildschirm in drei verschiedenen Positionen in jeweils 30 cm Entfernung).

Weitergehende Anforderungen enthalten die TCO 92 – TCO 06.